# Jilbe jezik
Jilbe jezik (zoulbou; ISO 639-3: jie), gotovo nestali afrazijski jezik, kojim još govori oko 100 ljudi (H. Tourneux) u svega jednom selu u nigerijskoj državi Borno.
Pripada čadskoj skupini biu-mandara, podskupini B.1. (Kotoko-Yedina).

## Vanjske poveznice
- Ethnologue (14th)
- Ethnologue (15th)